# Русалка Дністрова
«Руса́лка Дністро́ва» — літературно-громадська, культорологічна газета.
Виходить у м. Тернопіль від 8 жовтня 1992. Засновник і видавець — колектив редакції ж. «Тернопіль», від 1994 видавці — комітет (управління) у справах преси та інформації Тернопільської обласної державної адміністрації, Державний архів Тернопільської області.
Шеф-редактор Борис Хижняк, від 2006 — Н. Кузь; від 1992 головний  редактор Богдан Мельничук.